# Nezihe Araz
Fatma Nezihe Araz (* 11. Mai 1920 in Konya; † 25. Juli 2009 in Istanbul) war eine türkische Schriftstellerin und Journalistin. Neben Romanen, Lyrik und Sachbüchern schrieb sie auch Theaterstücke und Drehbücher.

## Leben
Araz wurde 1920 in eine wohlhabende Familie geboren. Ihr Vater Rıfat Araz war Direktor der Ziraat Bankası in Konya und wurde später für die Cumhuriyet Halk Partisi Abgeordneter in der türkischen Nationalversammlung. Ihre Mutter Müzeyye war die zweite Frau des Vaters. Araz besuchte eine Mädchenschule in Ankara und schrieb sich 1941 im Fachbereich für Psychologie und Philosophie an der Ankara Üniversitesi ein.
In ihrem Studium wurde sie besonders beeinflusst von dem Sozialpsychologen Muzaffer Şerif und der Soziologin Behice Boran. Sie war leidenschaftliche Leserin des von den beiden Professoren herausgegebenen Magazins Yurt ve Dünya. Später gaben Şerif und Boran Adımlar heraus, das der kommunistischen Partei Türkiye Komünist Partisi nahestand. Araz wurde bei dem Magazin ehrenamtliche Mitarbeiterin. Nach ihrem Abschluss wurde Araz Assistentin von Boran. Als Boran 1948 aufgrund ihrer politischen Aktivität von der Universität ausgeschlossen wurde und den Lehrstuhl verlor, gab Araz ihre Arbeitsstelle auf und wurde von ihrer Familie nach Istanbul geholt, weil man sie von den kommunistischen Zirkeln fernhalten wollte. 
Die Familie Araz war stets gläubig gewesen und der Vater stand dem Sufi-Orden von Ken’an Rifâî nahe. Ab 1948 war auch Nezihe Araz dem Orden verbunden und änderte nach Treffen mit Ordensangehörigen ihre Pläne, als Wissenschaftlerin an der Istanbul Üniversitesi zu arbeiten und zu promovieren. Im Jahr 1950 veröffentlichte sie ihr erstes Buch Benim Dünyam, eine Gedichtsammlung. Nach dem Tod Rifâîs im Jahr 1951 schrieb sie mit Samiha Ayverdi, Safiye Erol und Sofi Huri das Buch Ken’an Rifai ve Yirminci Asrın Işığında Müslümanlık (Ken'an Rıfai und der Islam des 20. Jahrhunderts).
Im Jahr 1952 begann sie als Journalistin für das Magazin Resimli Hayat von Şevket Rado zu schreiben, später für das Magazin Hayat. Im folgenden Jahr veröffentlichte sie das Buch Fatih'in Deruni Tarihi, eine Biografie über Mehmed II. 1956 begann Araz für die Tageszeitung Havadis zu schreiben. Araz wurde als Korrespondentin nach Mekka geschickt, um eine Serie von Reportagen zu schreiben und damit die Auflagenhöhe zu steigern. Eines der zu einem Artikel veröffentlichten Fotos zeigte einen arabischen Gläubigen, der gegen eine Mauer urinierte. Das Foto erregte den Zorn des gerade zu Besuch befindlichen irakischen Königs Faisal II. und Araz wurde entlassen.
Zwischen 1957 und 1963 arbeitete Araz für Yeni Sabah. Im Jahr 1959 schrieb sie das Buch Anadolu Evliyaları und zeichnete das Leben von 50 Heiligen aus Anatolien nach. Es wurde zu einem Bestseller. In den 1950er- und 1960er-Jahren schrieb sie weitere Bücher zu religiösen Themen und arbeitete als Kolumnistin für Yeni Istanbul, Milliyet und Güneş.
Im Jahr 1973 schrieb Araz erste kürzere Fernsehspiele. Die Filme zeigten Männer und Frauen mit sehr unterschiedlichen Biografien in ihrem alltäglichen Leben. Gespielt wurden die Rollen von Yıldız Kenter und Şükran Güngör. Die Stücke waren Dramen und thematisierten vor allem auch Probleme von Frauen in der türkischen Gesellschaft, Konflikte zwischen Ehepartnern und Generationsprobleme. Emotionale Dialoge wechselten mit humorvollen Gesprächen ab. Ihr erstes langes Theaterstück war Bozkır Güzellemesi, das 1974/75 von türkischen Staatstheatern aufgeführt wurde, genauso wie später Stücke, darunter Öyle bir Nevcican (1979), Alaca Karanlık (1981), İmparatorun İki Oğlu (1983), Ballar Balını Buldum und Savaş Yorgunu Kadınlar. 1987 schrieb sie Afife Jale über das Leben der ersten türkischen Schauspielerin Afife Jale. Dafür erhielt sie den Theaterpreis des Türkischen Kulturministeriums. Außerdem gewann sie den Afife-Jale-Theaterpreis und den Avni-Dilligil-Theaterpreis für ihr Werk.
Im Jahr 1984 erarbeitete sie für den türkischen Fernsehsender TRT eine Fernsehshow für Frauen (Hanımlar Sizin İçin), die sie auch moderierte. Für den Film İhtiras Fırtınası schrieb sie in dieser Zeit das Drehbuch.
1993 veröffentlichte sie Mustafa Kemal’le 1000 Gün und beschrieb die Beziehung von Mustafa Kemal Atatürk und Latife Uşşaki. Über Atatürk schrieb sie mit Mustafa Kemal'in Ankara'sı, Mustafa Kemal’in Devlet Paşası und Bir Zamanlar O da Çocuktu: Adı Mustafa weitere Bücher.
Im Jahr 2003 erhielt sie den Burhan-Felek-Medienpreis für ihr Lebenswerk als Journalistin.
Ihre letzten Jahre verbrachte Araz aufgrund einer Alzheimer-Erkrankung in einem Altersheim. Sie starb 2009.

## Rezeption
Im Jahr 2012 wurde die Dokumentation Beyond Words über das Leben von Araz gedreht. Regisseurin war Araz’ Nichte Jeyda Elsasser.

## Werke

### Lyrik
- Benim Dünyam. 1950
- Yalnız Ağaç

### Roman
- Kervankıran

### Sachbücher
- mit Samiha Ayverdi, Safiye Erol und Sofi Huri: Ken’an Rifai ve Yirminci Asrın Işığında Müslümanlık
- Fatih Sultan Mehmet. 1953
- Anadolu Evliyaları. 1959
- Hazreti Muhammed. 1960
- Mustafa Kemal'le 1000 Gün.
- Dertli Dolap. 1961
- 28 Peygamber. 1963
- Mustafa Kemal'in Ankara'sı
- Mustafa Kemal’in Devlet Paşası
- Bir Zamanlar O da Çocuktu: Adı Mustafa
- Aşk Peygamberi
- Kırk Pencereli Konak
- Anadolu'nun Kadın Erenleri

### Theaterstücke
- Hayattan Yapraklar
- Sihirli Fındıklar (für Kinder)
- Bozkır Güzellemesi
- Öyle Bir Nevcivan
- Alacakaranlık
- Ateş Hattında Bir Kadın
- Kuvay – i Milliye Kadınları
- Savaş Yorgunu Kadınlar (Die müden Frauen des Krieges. Ministerium für Kultur, Ankara 1993)
- İmparatorun İki Oğlu
- Dülger Balığı
- Akıllı Tavşan Ve Güçlü Aslan (für Kinder)
- Afife Jale
- Cahide
- Kerem ile Aslı
- Hoşgör
- Ballar Balını Buldum
- Kutlu Melek
- Nakşıdil Sultan
- Uzun Bir Gün
- Yarım Kalan Masal
- Saat Dokuz Sıfır Beş

### Drehbücher
- O Kadın
- Ekmek Kavgası
- İhtiras Fırtınası
- Afife Jale
- Hanım
- Bir Kırmızı Gül